# Ананке (митология)
Вижте пояснителната страница за други значения на Ананке.
Ананке (на старогръцки: Ἀνάγκη, Ananke) в древногръцката митология е богинята на съдбата, която се разпорежда с живота на всички хора – върти вретеното на човешкия живот и посредством мойрите (трите си дъщери според някои източници от Зевс) – Лахесис (хвърлящата жребия), Клото (предящата) и Атропос (неизбежната), изплита нишките и предопределя съдбата на хората, която всеки следва неотклонно в живота си.
В римската митология получава името Necessitas.